# Ghiacciaio Johns
Il ghiacciaio Johns (in inglese Johns Glacier) è un ghiacciaio a forma di arco lungo circa 13 Km  situato nell'entroterra della costa di Hobbs, nella parte occidentale della Terra di Marie Byrd, in Antartide. Il ghiacciaio, il cui punto più alto si trova 1551 m s.l.m., fluisce dapprima in direzione nord-est per poi virare verso sud-est, partendo dal versante orientale della scarpata Watson e scorrendo lungo il fianco settentrionale del monte Doumani, fino ad unire il proprio flusso a quello del ghiacciaio Kansas, pochi chilometri a sud dalla riva della costa di Gould.

## Storia
Il ghiacciaio Johns è stato mappato dallo United States Geological Survey grazie a ricognizioni terrestri dello stesso USGS e a fotografie aeree scattate dalla marina militare statunitense nel periodo 1960-63; esso è stato poi così battezzato dal Comitato consultivo dei nomi antartici in onore di Ernest H. Johns, della marina militare statunitense, membro di diverse operazioni Deep Freeze nel periodo 1955-68.